# Ayano
Ayano  è un nome proprio di persona giapponese femminile.

## Origine e diffusione
Come tutti i nomi giapponesi, Ayano può essere ottenuto accostando diversi kanji: ad esempio, può risultare da una combinazione di  彩 (aya, "colore") oppure 綾 (aya, "disegno") con 乃 (no, una particella possessiva). I kanji corrispondenti ad Aya- si possono ritrovare anche nei nomi Aya, Ayaka e Ayako.

## Onomastico
È un nome adespota, cioè privo di santo patrono; l'onomastico può essere festeggiato il 1º novembre, per la ricorrenza di Ognissanti.

## Persone
- Ayano Niina, doppiatrice giapponese
- Ayano Sato, pattinatrice di velocità su ghiaccio giapponese
- Ayano Tsuji, cantante, compositrice e musicista giapponese
- Ayano Yamamoto, doppiatrice giapponese
- Ayano Yamane, fumettista e animatrice giapponese